# Jonas Koch
Jonas Koch (Schwäbisch Hall, 25 juni 1993) is een Duits wielrenner die anno 2022 rijdt voor BORA-hansgrohe.

## Carrière
In 2015 won Koch de eerste etappe van de Ronde van de Toekomst door in de beginfase van de koers alleen weg te rijden van het peloton en op de eindstreep een voorsprong van elf seconden op Mads Würtz Schmidt over te houden.

## Overwinningen
2013
Jongerenklassement Koers van de Olympische Solidariteit
2014
Jongerenklassment Ronde van Małopolska
2015
1e etappe Ronde van de Toekomst
Puntenklassement Ronde van de Toekomst
2019
Puntenklassement Ronde van Oostenrijk
2020
Bergklassement Ronde van de Provence

## Resultaten in voornaamste wedstrijden
| Jaar | Ronde van Italië | Ronde van Frankrijk | Ronde van Spanje |
| ---- | ---------------- | ------------------- | ---------------- |
| 2017 |                  |                     |                  |
| 2018 |                  |                     |                  |
| 2019 |                  |                     | 60e              |
| 2020 |                  | 125e                |                  |
| 2021 |                  | opgave              |                  |
| 2022 |                  |                     | 99e              |
| 2023 |                  |                     | 93e              |
| 2024 | 100e             |                     |                  |
| 2025 |                  |                     |                  |

| Jaar | Milaan-San Remo | Gent-Wevelgem | Ronde van Vlaanderen | Parijs-Roubaix | Amstel Gold Race | Luik-Bast.‑Luik | Waalse Pijl | Brussels Cycling Classic |  | WK op de weg |
| ---- | --------------- | ------------- | -------------------- | -------------- | ---------------- | --------------- | ----------- | ------------------------ |  | ------------ |
| 2017 |                 |               |                      |                | 103e             |                 |             |                          |  |              |
| 2018 |                 |               |                      |                |                  |                 |             | 10e                      |  |              |
| 2019 |                 |               |                      |                | opgave           | 77e             | 86e         |                          |  | opgave       |
| 2020 | 66e             | opgave        | 109e                 |                |                  |                 |             |                          |  | opgave       |
| 2021 | 92e             | 22e           | 87e                  |                | 48e              |                 |             |                          |  |              |
| 2022 |                 | 22e           | 87e                  | 85e            | 50e              |                 |             |                          |  | opgave       |
| 2023 |                 |               | 76e                  | 109e           |                  |                 |             |                          |  |              |
| 2024 |                 |               |                      |                |                  | opgave          |             |                          |  |              |
| 2025 |                 |               |                      |                | opgave           | 124e            | opgave      |                          |  |              |

## Ploegen
- 2012 –  Team Specialized Concept Store
- 2013 –  LKT Team Brandenburg
- 2014 –  LKT Team Brandenburg
- 2015 –  Rad-net Rose Team
- 2016 –  Verva ActiveJet Pro Cycling Team
- 2017 –  CCC Sprandi Polkowice (vanaf 1 maart)
- 2018 –  CCC Sprandi Polkowice
- 2019 –  CCC Team
- 2020 –  CCC Team
- 2021 –  Intermarché-Wanty-Gobert Matériaux
- 2022 –  BORA-hansgrohe
- 2023 –  BORA-hansgrohe
- 2024 –  BORA-hansgrohe
- 2025 –  Red Bull-BORA-hansgrohe

Aniołkowski · A.Banaszek · N.Banaszek · Bernas · Bodnar · Charucki · Cieślik · Franczak · Gradek · Hník · Koch · Podlaski · Polnický · Simón · Stachowiak · Staniszewski
Banaszek · Białobłocki · Brożyna · Großschartner · Hirt · Kaczmarek · Koch · Kurek · Małecki · Michajlov · Mrożek · Owsian · Paluta · Paterski · Pluciński · Ponzi · Samojlaw · Schlegel · Sisr · Stosz · Taciak · Tratnik
Antunes · Banaszek · Bernas · Brożyna · Cieślik · Franczak · Gradek · Koch · Kump · Kurek · Małecki · Owsian · Paluta · Pluciński · Sajnok · Schlegel · Sisr · Stosz · Taciak · Tratnik
Antunes · Barta · Bernas · Bevin · Černý · ten Dam · De Marchi · Geschke · Gradek · Koch · Mareczko · Owsian · de la Parte · Pauwels · Rosskopf · Sajnok · Schär · Van Avermaet  · Van Hoecke · Van Hooydonck · Van Keirsbulck · Ventoso · Wiśniowski · Zoidl
Barta · Bevin · Černý · De la Parte · De Marchi · Geschke · Gradek · Hirt · Koch · Kotsjetkov · Mareczko · Masnada · Małecki · Paluta · Pauwels · Rosskopf · Sajnok · Schär · Trentin · Valter · Van Avermaet  · Van Hoecke · Van Hooydonck · Van Keirsbulck · Ventoso · Wiśniowski · Zakarin · Zimmermann
Bakelants · Bellicaud · De Gendt · De Plus · De Winter · Delacroix · Devriendt · Eiking · Evans · Hermans · Hirt · van der Hoorn · van Kessel · Koch · Kreder · Lammertink · Meintjes · Minali · Pasqualon · Petilli · Planckaert · B. van Poppel · D. van Poppel · Rota · Taaramäe · Van Melsen · Vanspeybrouck · Vliegen · Zimmermann · Girmay (stagiair) · Daemen (stagiair) · De Pooter (stagiair) · Jarnet (stagiair)
Aleotti · Archbold · Benedetti · Bennett · Buchmann · Fabbro · Gamper · Großschartner · Haller · Higuita · Hindley · Kämna · Kelderman · Koch · Konrad · Laas · Lührs · Meeus · Mullen · Palzer · Politt · Pöstlberger · Schachmann · Schelling · Uijtdebroeks · van Poppel · Vlasov · Walls · Wandahl · Zwiehoff · Lipowitz (stagiair)
Aleotti · Archbold · Benedetti · Bennett · Buchmann · Denz · Fabbro · Gamper · Haller · Higuita · Hindley · Jungels · Kämna · Koch · Konrad · Koretzky · Lipowitz · Lührs · Meeus · Mullen · Palzer · Politt · Schachmann · Schelling · Uijtdebroeks · van Poppel · Vlasov · Walls · Wandahl · Zwiehoff
Adrià · Aleotti · Benedetti (tot 18/8) · Buchmann · Denz · Gamper · Hajek · Haller · Herzog · Higuita · Hindley · Jungels · Kämna · Koch · Lipowitz · Lührs · Maciejuk · Martínez · Meeus · Mullen · Palzer · Roglič · Schachmann · Sobrero · van Poppel · Vlasov · Wandahl · Welsford · Zwiehoff